# Toronto Roadrunners
Die Toronto Roadrunners waren ein kanadisches Eishockeyfranchise der American Hockey League aus Toronto, Ontario. Die Spielstätte der Roadrunners war das Ricoh Coliseum.

## Geschichte
Lyle Abrhams, der damalige Besitzer des Clubs, brachte die Roadrunners 2003 als Farmteam der Edmonton Oilers aus der National Hockey League nach Toronto. Der Nachfolger der Hamilton Bulldogs nahm den Spielbetrieb in der American Hockey League für die Saison 2003/2004 auf. Aufgrund geringer Zuschauerzahlen, einem unzureichenden Geschäftsmodell und einem Rechtsstreit mit den Offiziellen um den Spielort wurde das Team jedoch nach nur einem Jahr als Edmonton Road Runners nach Edmonton umgesiedelt. Ein weiterer Grund war hierbei allerdings auch der Lockout in der NHL-Saison 2004/2005. In ihrer einzigen AHL-Saison schieden die Roadrunners gegen die Cleveland Barons mit 1:2 nach drei Spielen in der Qualifikationsrunde für die Playoffs aus.
Da Abrhams die Rechte am Namen und Logo besaß und nicht etwa die Edmonton Oilers, wurde das Team als Phoenix RoadRunners in der ECHL neugegründet. Die Lücke, die man in Toronto hinterließ füllten im Jahr 2005 die Toronto Marlies.

## Saisonstatistik
Abkürzungen: GP = Spiele, W = Siege, L = Niederlagen, T = Unentschieden, OTL = Niederlagen nach Overtime SOL = Niederlagen nach Shootout, Pts = Punkte, GF = Erzielte Tore, GA = Gegentore, PIM = Strafminuten
| Saison  | GP | W  | L  | T | OTL | SOL | Pts | GF  | GA  | PIM  | Platz     | Playoffs                              |
| 2003/04 | 80 | 35 | 34 | 8 | 3   | —   | 81  | 219 | 224 | 1420 | 5., North | verlor 1:2 in der Quali gg. Cleveland |

## Team-Rekorde

### Karriererekorde
Spiele: 78  Jamie Wright
Tore: 25  Jamie Wright
Assists: 30  Jamie Wright
Punkte: 55  Jamie Wright
Strafminuten: 196  Rocky Thompson
Shutouts: 3  Tyler Moss,  Mike Morrison

## Bekannte ehemalige Spieler
- Bobby Allen
- Tony Salmelainen
- Peter Sarno
- Stephen Valiquette
- Brad Winchester
- Jeff Woywitka
- Jamie Wright